# Еньо Кръстовчев
Еньо Емилов Кръстовчев е български футболист, нападател, играещ в Марек (Дупница). Роден е на 7 февруари 1984 г. в Дупница. Висок е 187 см и тежи 73 кг. Има 12 мача и 2 гола за младежкия национален отбор. Поради високия си ръст играе много добре с глава.

## Клубна кариера

### Левски
В състава на Левски преминава през зимния трансферен прозорец на 2008 г. за сумата от 70 000 лева (35 000 евро), подписвайки за 2.5 години  На 2 март 2008 г. в дебютния си мач вкарва гол, който се оказва и победен за победата над Вихрен с 1:0. На 12 март 2008 г. влиза като резерва в 1/4-финала срещу Литекс, загубен от Левски с дузпи 4:3. Еньо Кръстовчев, въпреки че излиза на обезболяващи инжекции, успява да вкара дузпата си.
На 9 април 2008 г. в мача срещу вече бившия си отбор Марек вкарва 4 гола, изпуска и дузпа. На 10 май във вечното дерби срещу ЦСКА открива резултата в 43-та минута, с което за трети път вкарва във вратата на „червените“ през цялата си кариера. Мачът завършва 1:1, а предишните два пъти, когато Еньо Кръстовчев успява да се разпише във вратата на ЦСКА са с екипа на Марек при победата с 1:0 на 16 май 2007 г. Тази победа на теория и практика, осигурява титлата на Левски за сезон 2006 – 2007. Второто му попадение пада на 3 ноември 2007 г. при загуба с 1:3 в Дупница. На 17 май 2008 г. – краят на сезон 2007 – 2008 в мач срещу Славия пред празни трибуни Еньо Кръстовчев вкарва 7-ото си попадение с екипа на „сините“ и 9-о за сезона – това му отрежда място в Топ 10 при голмайсторите.

#### 2008 – 2009
Сезон 2008 – 2009 започва доста лошо за Еньо Кръстовчев. Едва изиграл 4 мача Еньо получава тежка контузия, в мача при дублиращите отбори срещу Локомотив (Мездра) (1:1), която го извади от терените до края на сезона. Диагнозата е скъсани предни кръстни връзки и засегнат менискус.

#### 2009 – 2010
В началото на сезон 2009 – 2010 Еньо Кръстовчев бива пренебрегнат от тогавашния треньор на Левски Емил Велев и е пратен във втория отбор на Левски. Стига се и до вариант Еньо да премине в Славия , но сделката пропада и така нападателя остава при „сините“. След доста изиграни мачове за дубъла на Левски и смяната на Ратко Достанич Еньо започна постепенно да се налага в състава, но като резерва за сметка на Георги Христов. В първия кръг на първенството открива резултата и открива голоавата сметка на себе се и на отбора за новия сезон в А група. Той бележи още в 5-ата минута срещу Ботев (Пловдив). Мачът в крайна сметка завършва с разгромното 5:0. От този мач насам Еньо играе предимно за резервния тим.
След като дълго време Еньо Кръстовчев игра в дубъла на Левски и при смяната на треньорския пост, Еньо бе върнат в игра при първия отбор под ръководството на Георги Иванов - Гонзо. В мач от 10-ия кръг на шампионата срещу Спортист (Своге) Кръстовчев влиза като резерва и бележи победния гол в 86-ата минута за 2:3. В следващия кръг Еньо Кръстовчев започва като титуляр срещу тима на Локомотив (Мездра) и отново бележи, а крайният резултат е 3:1 в полза на Левски. Влиза и като резерва на мястото на Христо Йовов и в срещата от Лига Европа срещу Ред Бул Залцбург загубена нещастно с 0:1. В поредния шампионатен кръг срещу Пирин започва като титуляр и изиграва силен мач, отчитайки се с греда и гол в края, който подпечатва победата на Левски с 0:2.

## Успехи
- Полуфиналист за купата на страната през 2003 г. с Марек
- Четвъртфиналист за купата на страната през 2008 г. с Левски (София)
- 2-ро място в А група през сезон 2007/2008 с Левски (София)
- Шампион на България с Левски София през сезон 2008/2009

## Статистика по сезони
| Отбор           | Сезон     | Шампионат | Шампионат | Нац. купа | Нац. купа | Евротурнири | Евротурнири | Общо | Общо |
| Отбор           | Сезон     | М         | Г         | М         | Г         | М           | Г           | М    | Г    |
| --------------- | --------- | --------- | --------- | --------- | --------- | ----------- | ----------- | ---- | ---- |
| Марек (Дупница) | 2002 – 03 | 5         | 1         | 3         | 0         | 0           | 0           | 8    | 1    |
| Марек (Дупница) | 2003 – 04 | 19        | 6         | 3         | 1         | 0           | 0           | 22   | 7    |
| Марек (Дупница) | 2004 – 05 | 9         | 0         | 0         | 0         | 0           | 0           | 9    | 0    |
| Марек (Дупница) | 2005 – 06 | 11        | 2         | 1         | 1         | 0           | 0           | 12   | 3    |
| Марек (Дупница) | 2006 – 07 | 25        | 6         | 0         | 0         | 0           | 0           | 25   | 6    |
| Марек (Дупница) | 2007 – 08 | 13        | 2         | 1         | 0         | 0           | 0           | 14   | 2    |
| Левски (София)  | 2007 – 08 | 14        | 7         | 1         | 0         | 0           | 0           | 15   | 7    |
| Левски (София)  | 2008 – 09 | 3         | 0         | 0         | 0         | 1           | 0           | 4    | 0    |
| Левски (София)  | 2009 – 10 | 6         | 4         | 0         | 0         | 1           | 0           | 7    | 4    |

Последна актуализация: 10 ноември 2009